# ميتومو
ميتومو (بالإنجليزية: Miitomo‎؛ باليابانية: ミートモ‎، ‏مِتومو) هو تطبيق محمول اجتماعي مجاني من قبل شركة نينتندو لأجهزة آي أو إس و‌أندرويد المحمولة. يسمح ميتومو لمستخدميه بالتواصل مع اصدقائهم عن طريق الإجابة عن أسئلة مختلفة المواضيع، ويدعم ميتومو خدمات تويتر، و‌فيسبوك، و‌جوجل+، ميتومو متاح في ثماني لغات، وصدر لأول مرة في اليابان في 17 مارس 2016 وفي بقية العالم في 31 مارس 2016. يعمل التطبيق فقط عندما تكون متصلا بخدمات نينتندو.

## الخصائص
ميتومو هو تطبيق اجتماعي يمكن المستخدمين من التكلم مع أصدقائهم عبر الإجابة عن أسئلة مختلفة مثل ما هي أطعمتهم المفضلة، ماذا يحصل حالياً. تم تطوير التطيق من قبل قسم نينتندو إ.ب.د.